# Seiichirō Kubo
Seiichirō Kubo (japanisch 久保 征一郎 Kubo Seiichirō; * 22. Juni 2001 in der Präfektur Kagoshima) ist ein japanischer Fußballspieler.

## Karriere
Kubo erlernte das Fußballspielen in den Jugendmannschaften des |Taiyo SC und des FC Tokyo. Die U23-Mannschaft des FC Tokyo spielte in der dritten Liga, der J3 League. Bereits als Jugendspieler absolvierte er 22 Drittligaspiele. Nach der Jugend wechselte er in die Universitätsmannschaft der Hōsei-Universität. Von der Universität wurde er von Februar 2023 bis Saisonende 2023 an den Zweitligisten Mito Hollyhock ausgeliehen. Während der Ausleihe bestritt er für den Verein aus Mito ein Zweitligaspiel. Nach der Ausleihe wurde er von Mito Hollyhock am 1. Februar 2024 fest unter Vertrag genommen.